# Schloss Gleiritsch

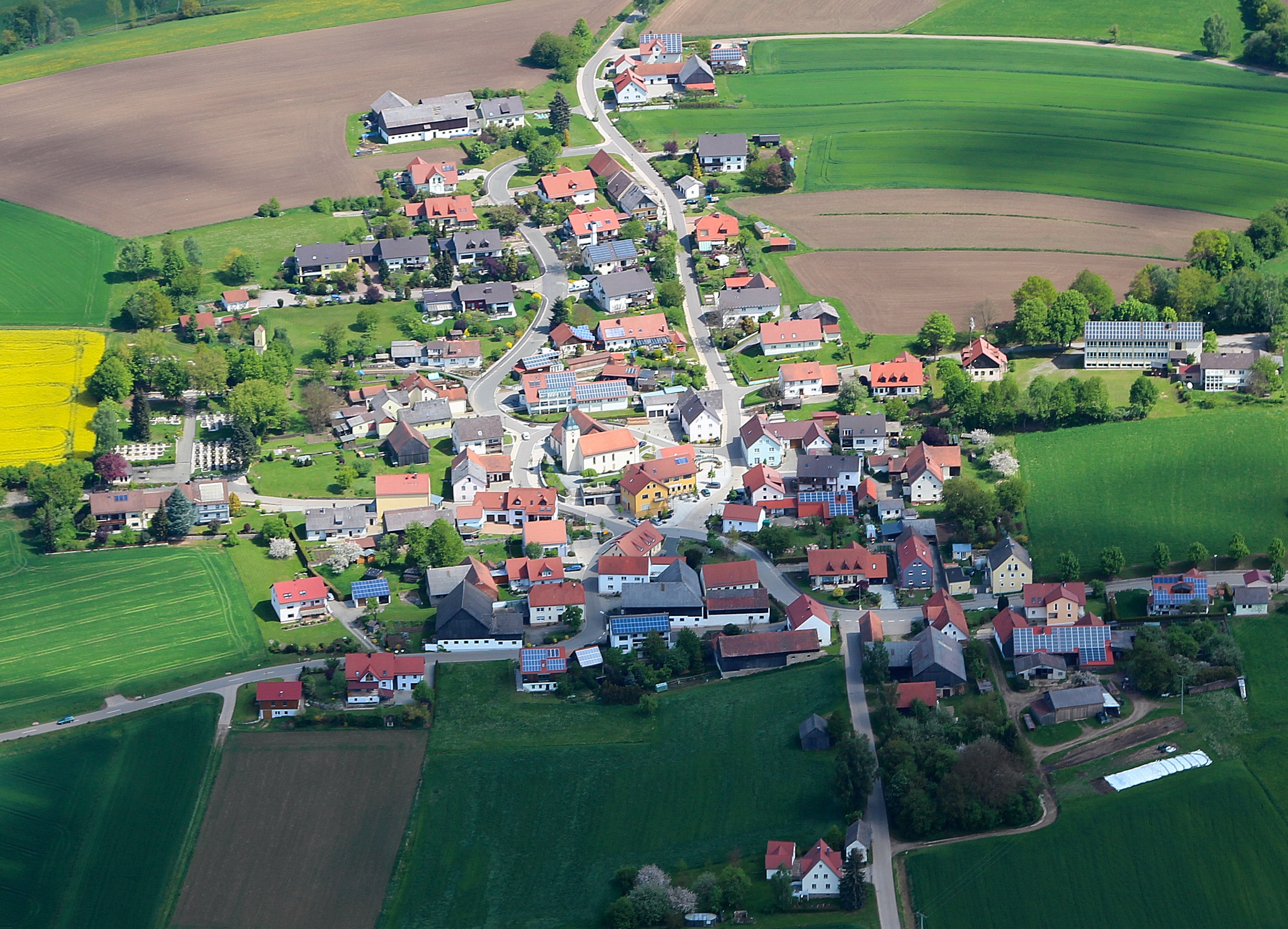
Luftaufnahme des Ortskerns von Gleritisch (2014)

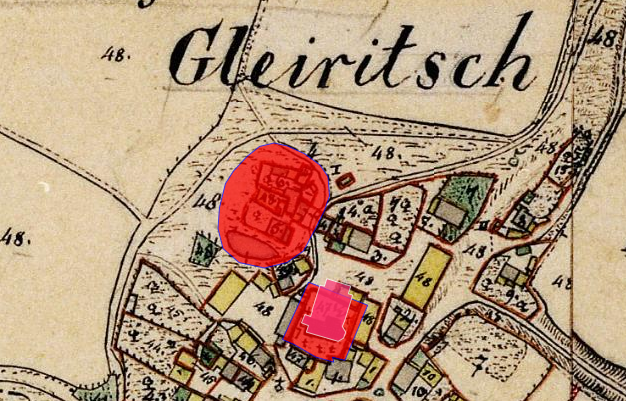
Lageplan von Schloss Gleiritsch auf dem Urkataster von Bayern

Das abgegangene Schloss Gleiritsch befand sich in der gleichnamigen oberpfälzischen Gemeinde Gleiritsch im Landkreis Schwandorf von Bayern. Als Lagebeschreibung wurde 1906 angegeben: „Das letzte Schloß stand nördlich von der Kirche Maria Magdalena.“ Die Anlage wird als Bodendenkmal unter der Aktennummer D-3-6439-0098 im Bayernatlas als „archäologische Befunde und Funde im Bereich des ehem. Schlosses in Gleiritsch, zuvor wohl mittelalterlicher Adelssitz“ geführt.

## Geschichte
1427 verkauften „Hans Hachenperger zu Glawracz“ und seine Gemahlin Anna sowie deren beider Söhne ihren „Syz Glawracz mit aller seiner zugehorung“ an „Rendger Wartberger“, „Caspar den Zenger“, „Ulrich den Zenger“, „Albrecht den Muracher“ und „Hans den Losinger“. Erst 1518 wurde Gleiritsch wieder als adelige Grundherrschaft des „Wilhalm Slamerstorffer“ genannt, der dort als Landsasse bis 1526 eingetragen war. Ihm folgte sein Schwiegersohn Wilhelm Gleissenthaler. Von diesem ging Gleiritsch an Christoph Jacob von Plassenberg über, der mit der Tochter Margaretha des Wilhelm von Gleissenthal verehelicht war. Die weiteren Plassenberger Hofmarkbesitzer bis 1647 waren Hans Lorenz, Hans Chrish und Hans Melchior von Plassenberg.

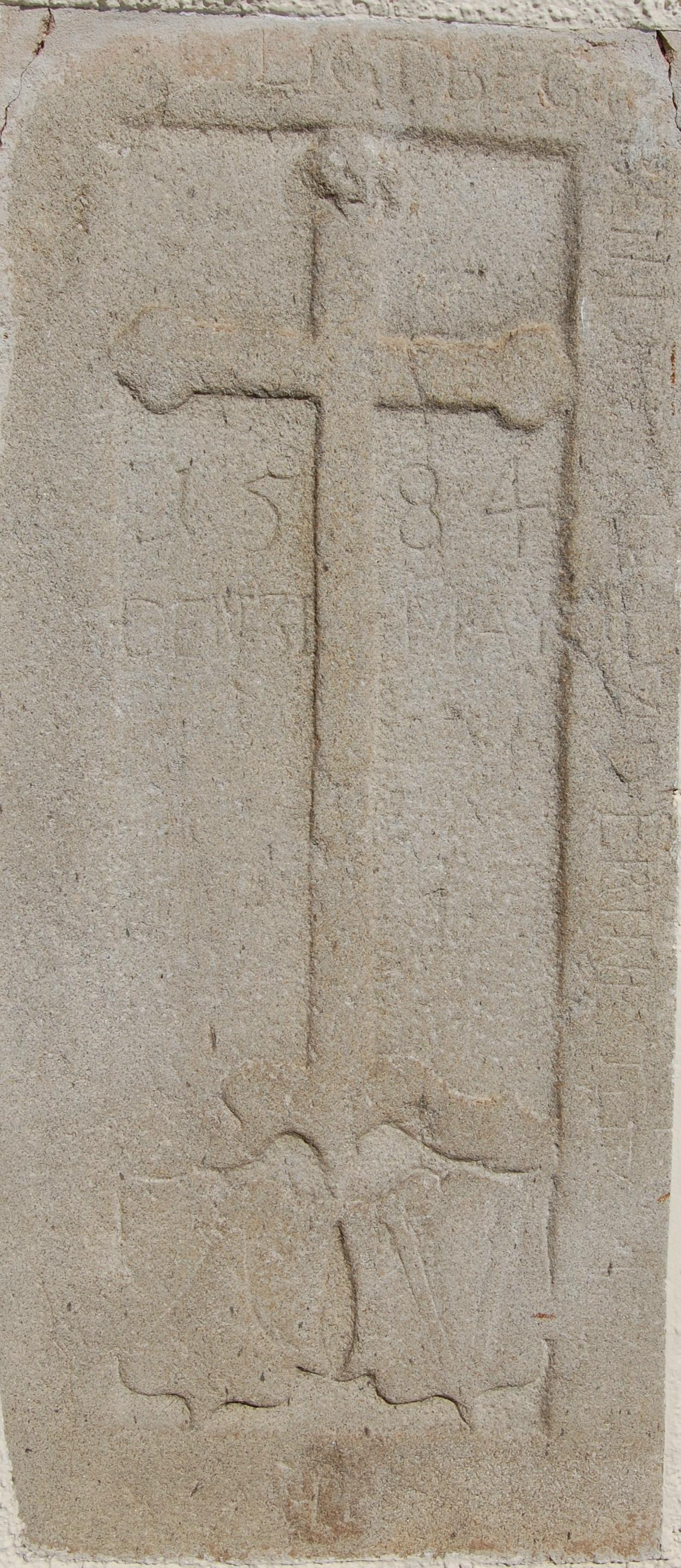
Epitaph der Plassenberger aus dem Jahre 1584 an der Außenmauer der Expositurkirche Maria Magdalena

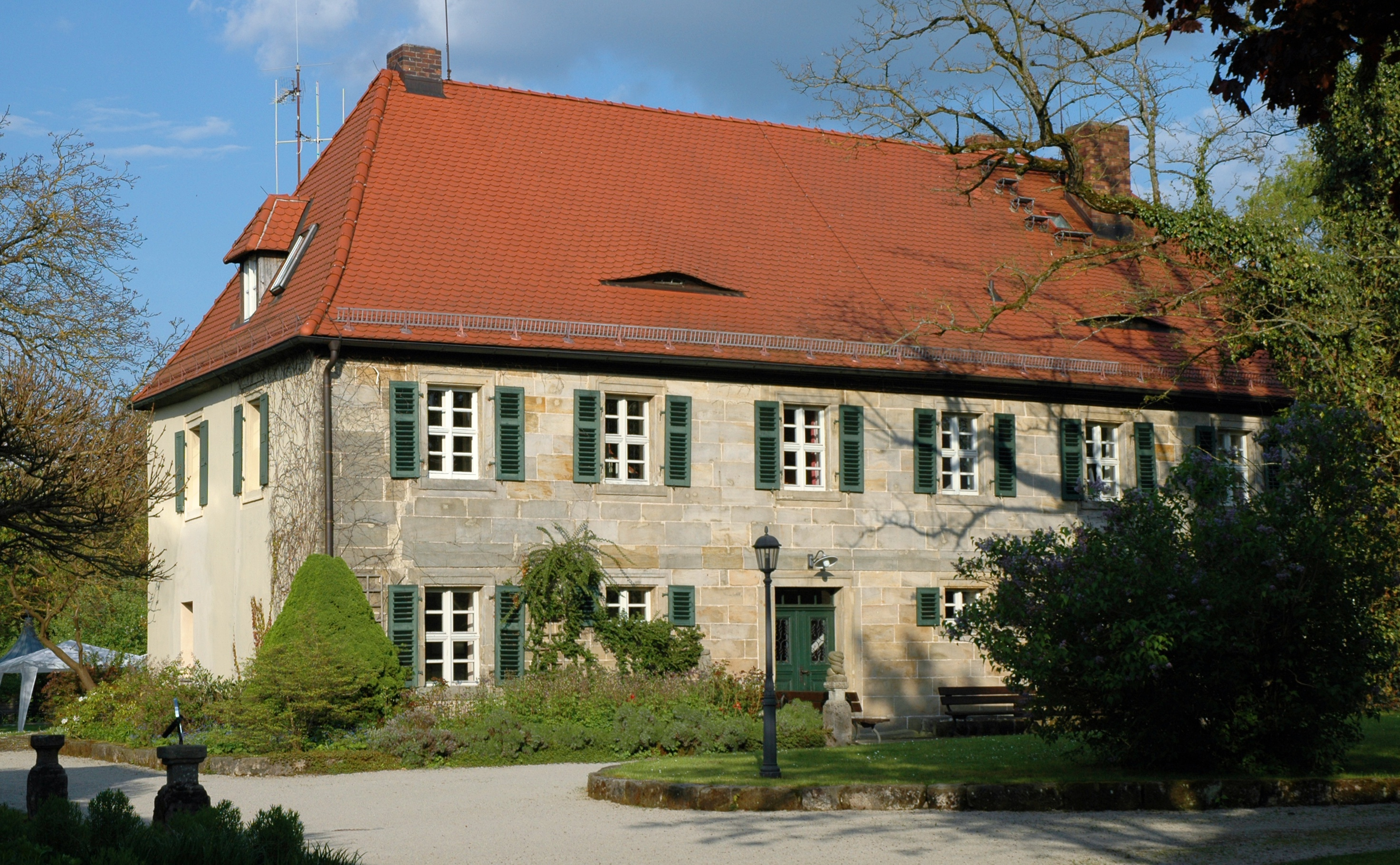
Ehemaliges Jagdschloss der Plassenberger in Eckersdorf

Im Zuge der Gegenreformation wurde der kalvinistische Hans Melchior von Plassenberg zum Übertritt zum Katholizismus gedrängt, ansonsten müsse er unverzüglich emigrieren und sein Gut verkaufen. Er beantragte zusammen mit Wolf von Pertolzhofen und Sigmund Portner eine Bedenkzeit bis zum Mai 1628. Hans Melchior blieb letztendlich bei seinem Glauben und wählte die Emigration mit all ihren negativen finanziellen Folgen und ging 1629 in die Markgrafschaft Bayreuth auf sein Gut Eckersdorf. Da Hans Melchior weiterhin auf die Einnahmen von Gleiritsch zugriff und sich diese gegen den Willen des landesherrlichen Pflegers von Nabburg, Sigmund von Khönigsfeld, aneignete, kam es zu einer tiefgreifenden Auseinandersetzung, bei der das bereits durch den Dreißigjährigen Krieg geschädigte Gut völlig ruiniert wurde.
1647 kam es so an Hans Sigmund Portner, den Gatten der Tochter Margaretha des Plassenbergers. Der 1628 geborene Heinrich Sigmund Portner, ein Enkel des Plassenberg, wurde 1651 in das ihm zugefallene Gut imitiert. Aber auch er konnte wegen seines Glaubens keinen längeren Aufenthalt in Gleiritsch nehmen und emigrierte am 7. September 1660 nach Hersbruck; seinen Bittgesuchen um Aufenthalt in Gleiritsch wurde aber immer entsprochen. Dennoch gab es wegen der Religionszugehörigkeit einen Zwist mit dem Nabburger Pfleger. Schließlich kam das Gut 1669 an Ludwig Lamminger von Albenreuth und seinen Bruder Hans Ludwig Lamminger von Kolmberg, die eigentlich von dem Plassenberger als Erben eingesetzt worden waren. Sie wurden sofort auf Gleiritsch imitiert. Beide Lamminger traten alle Rechte an den Rittmeister Hieronymus Daniel Lamminger, Sohn des Ludwig Lamminger, ab, der daraufhin im Mai 1669 auf Gleiritsch seine Pflicht ablegen konnte. Er stand der Hofmark bis 1683 vor. Dann dürfte das allodiale Gut an Johann Georg Erdmann von Prandt übergegangen sein. Da auch dieser nicht katholisch war, wurde ihm bedeutet, dass er sich widerrechtlich auf Gleiritsch aufhalte und er sich außer Landes begeben möge.

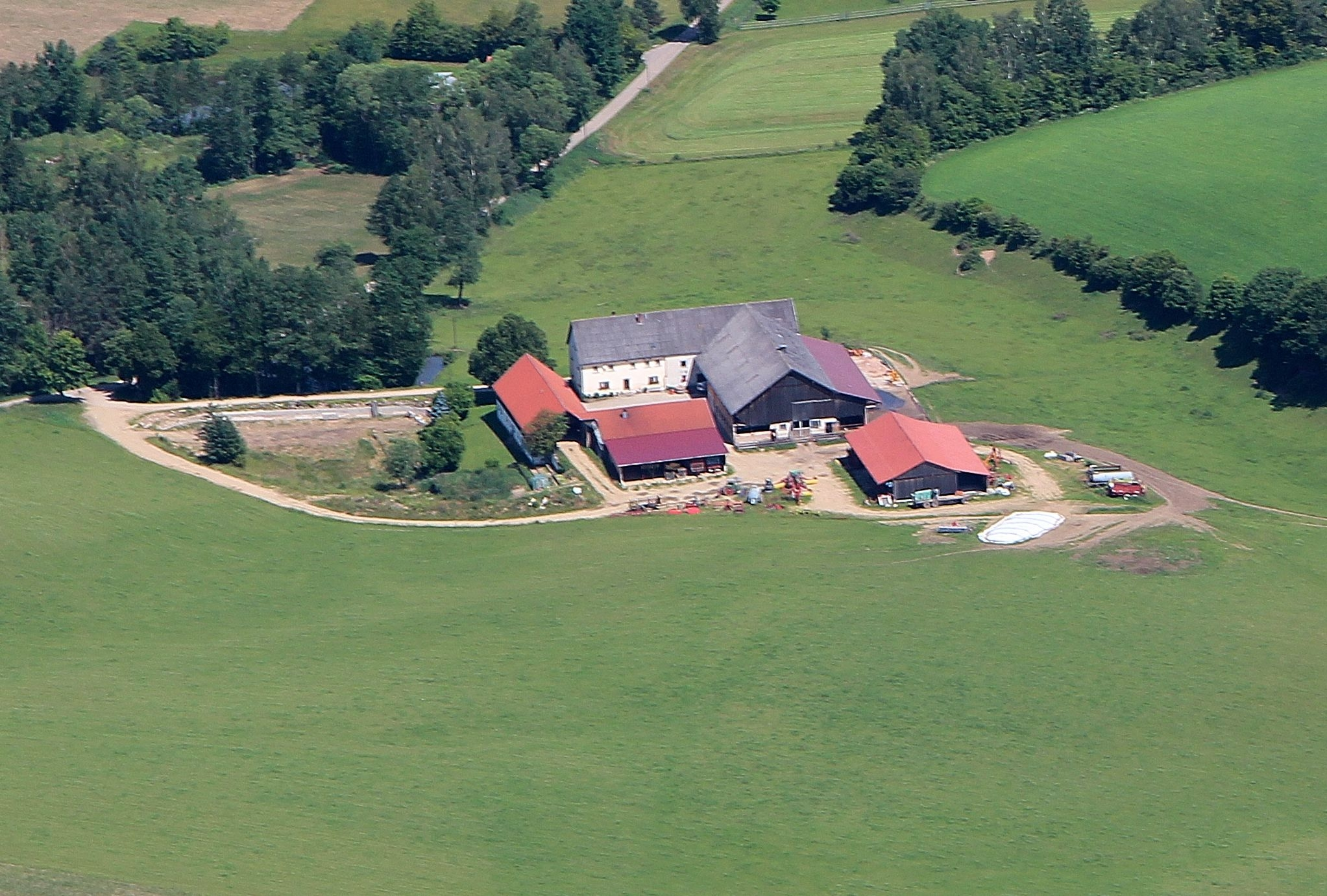
Luftbild vom Hebenhof

1688 erwarb schließlich Johann Friedrich Freiherr von Kreuth das adelige Gut. Da dieser Kaufvertrag von einem Johann Melchior von Plassenberg ausgefertigt wurde, ist anzunehmen, dass Gleiritsch zwischenzeitlich wieder an die Plassenbergs zurückgefallen ist. Eingeschlossen war auch der Hebenhof, der ein hiervon „Separiertes Absonderliches Allodial Gut“ darstellte, das auf dem Gantweg an die Grafenfamilie gekommen war.
1845 schrieb Benedikt Zehentmeier (1844–1850, Lehrer in Gleiritsch): „..., die Burg Plassenberg wurde gebrochen, und in Gleiritsch selbst entstand ein herrschaftliches Schlößlein, das ganz der damaligen Bauart entsprechend, engförmig sich auf den heutigen Tag von zwei Familien bewohnt erhalten hat.“
Bis zur Auflösung der gutsherrlichen Gerichtsbarkeit 1848 verblieb Gleiritsch bei dieser Familie.